# وادیم باچانف
وادیم ادواردویچ باچانف (روسی: Вадим Эдуардович Бочанов؛ زادهٔ ۱۹۵۸ میلادی) نمایشنامه‌نویس، بازیگر و صداپیشه اهل روسیه است.
از فیلم‌ها یا مجموعه‌های تلویزیونی که وی در آن‌ها نقش داشته‌است، می‌توان به تپلی‌های پردردسر اشاره نمود.